# Neuer Lübecker Totentanz
Neuer Lübecker Totentanz ist der Titel eines Dramas von Hans Henny Jahnn, das er zusammen mit Werner Helwig 1931 als Festspiel für das Lübecker Ostseejahr verfasste. Das Thema geht auf den Lübecker Totentanz zurück. Eine Erstaufführung am Theater mit der später dazu entstandenen Bühnenmusik von Yngve Jan Trede fand erst im Jahr 1954 statt.

## Entstehung
Hans Henny Jahnn wurde 1930 von der Nordischen Gesellschaft beauftragt, ein Festspiel für das „Ostseejahr 1931“ in Lübeck schreiben. Jahnn war von dem um 1463 von Bernd Notke für die Beichtkapelle gemalten Totentanz in der Lübecker Marienkirche beeindruckt und schrieb an einem Neuen Lübecker Totentanz.
Durch den unerwarteten Tod seines Freundes Gottlieb Friedrich Harms deprimiert, war Jahnn nicht in der Lage, den bereits begonnenen Text zu vollenden und bat seinen Freund Werner Helwig um Hilfe. „Ganze Szenenentwürfe gehen nachweislich auf ihn zurück.“ Einflussreiche Lübecker Bürger verhinderten allerdings die geplante Uraufführung, da sie das Werk als zu pessimistisch und unchristlich empfanden. Der Berliner Kritiker Herbert Ihering setzte sich für Jahnn ein und schrieb in einem Brief an die Nordische Gesellschaft, Lübeck habe „die Chance verpaßt, dem Salzburger Jedermann alljährlich ein nordisches Gegenstück an die Seite zu setzen“. Das Schauspiel, das in vielen Zeitungen bereits als Höhepunkt des Ostseejahrs angekündigt worden war, geriet nun in Vergessenheit, bis es, zusammen mit der Musik des dänischen Komponisten Yngve Jan Trede, 1954 bei Rowohlt neu mit einem Titelbild von Alfred Mahlau gedruckt wurde und am 16. April 1954 im Schauspiel Köln seine Erstaufführung erhielt.

## Inhalt, Deutung, Rezeption
Der mittelalterliche Totentanz findet in diesem Stück vor Bühnenbildern der Lübecker Altstadt eine neuzeitliche Fortsetzung. Den Sprechchören des alten Lübecker Totentanzes stehen provokativ Chöre der Polizei oder aus Arbeitslosen gegenüber. Dem herkömmlichen individuellen Tod wird als Vertreter der modernen Zivilisation die Figur des „Feisten Todes“ gegenübergestellt, denn das „Schicksal hat nicht mehr den Namen eines Menschen, es heißt System.“ In der Fabel wird die Ablösung der Generationen gezeigt, ein junger Mensch verlässt seine Mutter und später seine Geliebte, die seinen Sohn zur Welt bringt, der dann wiederum seine Mutter verlässt, worauf sich diese verzweifelt dem Tod überlässt. Weiter treten im Stück der Berichterstatter, der Wanderer und eine arme Seele auf.
Oskar Loerke hielt die Rede des „Feisten Todes“ auf dem Marktplatz sowie zwei weitere Monologe für „großartige, nie wieder erreichbare Höhepunkte deutscher Gegenwartsdichtung“. Thomas Freeman vermerkt in seiner Jahnn-Biografie, dass in Rezensionen und literaturkritischen Untersuchungen aufgezeigt wurde, dass der Neue Lübecker Totentanz „Abschnitte von unvergleichbar dichterischer Kraft neben anderen enthält, die jämmerlich mißglückt sind.“
Die Uraufführung fand am 18. November 1951 als szenische Lesung (unter anderem mit dem Schauspieler Walter Franck) an der von Rolf Italiaander an den Hamburger Kammerspielen gegründeten „Lesebühne“ statt. Nach der Kölner Theater-Erstaufführung 1954 folgten vereinzelt weitere Aufführungen (zunächst in Recklinghausen), oft waren es Studioaufführungen, so zum Beispiel 2004 die multimediale Inszenierung des Audio-Visuellen-Zentrums und der Fakultät für Linguistik und Literaturwissenschaft an der Universität Bielefeld in der Universitätshalle.
2009 gab es eine Neuinszenierung mit der Musik des schwedischen Organisten und Komponisten Hans-Ola Ericsson, bei unter anderem der Schauspieler Björn Grundies mitwirkte. Die Premiere fand in der Herforder Marienkirche statt.

## Zitat (Beginn des Dramas)
„Der grüne Tang wiegt sich im Glas des Meerwassers. Er steht bei ungedünnter See wie ein Baum mittels der verborgenen Kraft des Flüssigen. Fließt es ab wie durch ein Wunder mit der Gewalt der Gezeiten oder strudelnd angesogen durch ferne Orte der Tiefe, geht die fahlschleimige Pflanze zu Boden wie Getier, das sich schlafen legt mit der Erwartung, zu verdauen und einen neuen Tag zu erleben. Es ist ein Gleichnis. Wie prangendes Blühen und elendes Welken. Und es ist eine Spanne zwischen Wachen und Schlafen wie Traum.“

## Ausgaben
- In: Neue Deutsche Rundschau, S.Fischer, Berlin 1931, S. 748–776.
- Neufassung mit Musik von Yngve Jan Trede. Rowohlt, Hamburg 1954.
- (Theaterausgabe). Suhrkamp, Frankfurt am Main 1954.
- In: Werke und Tagebücher. Band 5. Hoffmann und Campe, Hamburg 1974.
- In: Werke. Band 7. Dramen II. Hoffmann und Campe, Hamburg 1993, ISBN 978-3-455-03837-8.